# Atelier van het Zuiden

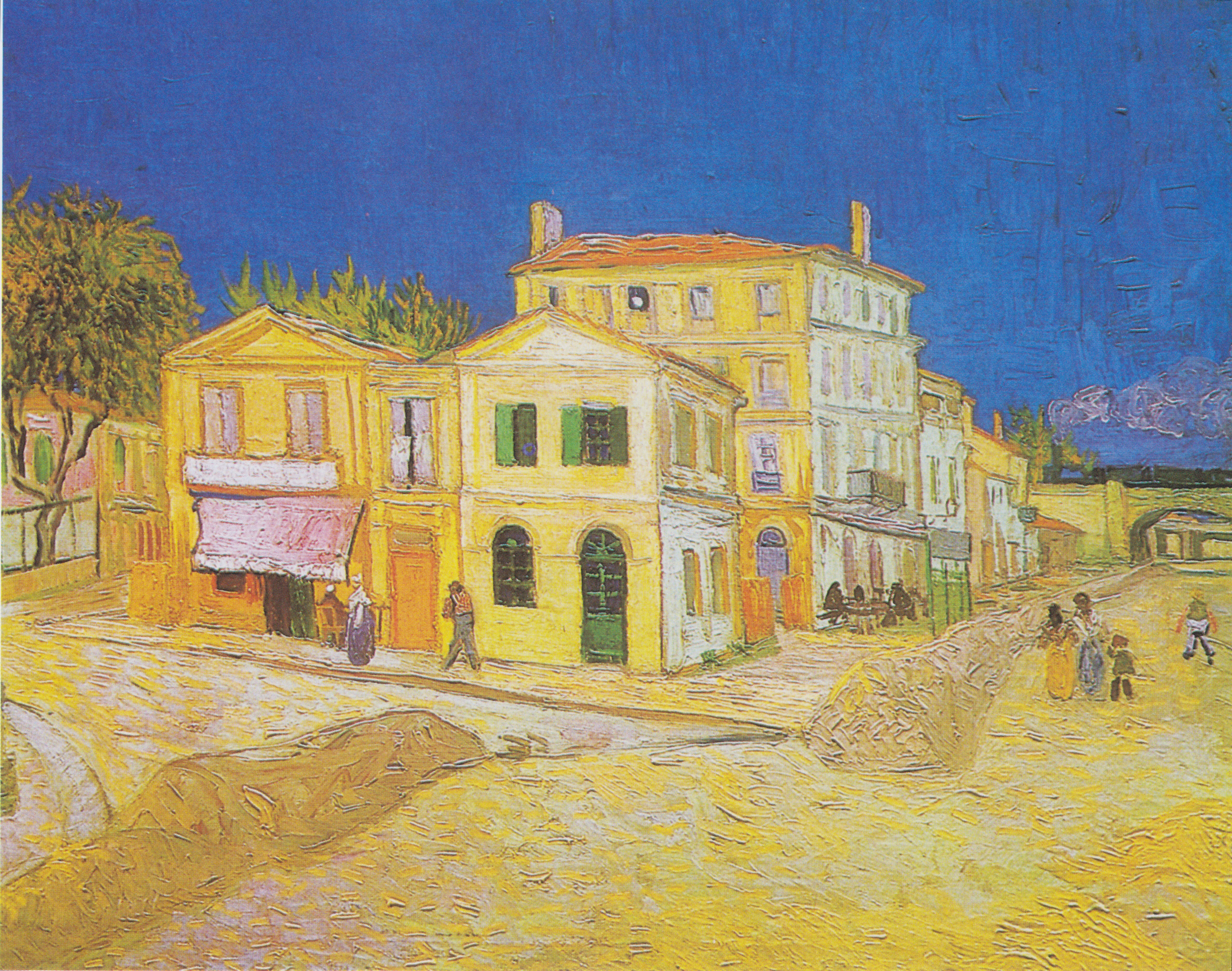
Het gele huis (september 1888)

Het Atelier van het Zuiden verwijst naar een atelier dat Vincent van Gogh wilde opzetten samen met Paul Gauguin in Arles (Frankrijk). Dit atelier zou dan het begin kunnen zijn van een nog te realiseren vereniging van kunstenaars. Iets wat hij met zijn broer Theo van Gogh en diverse kunstenaars, waaronder Armand Guillaumin, Georges Seurat en Camille Pissarro, vlak voor zijn vertrek uit Parijs had besproken.
In mei 1888 huurde Van Gogh aan de Place Lamartine een aan de buitenkant geel geschilderd huis met twee kamers en twee zijkamers, waarin hij zijn eigen atelier opzette. Dit huis werd later het onderwerp van zijn schilderij Het gele huis (september 1888). In juni 1888 nodigde Van Gogh, Gauguin uit, die in eerste instantie positief reageerde maar uiteindelijk pas in oktober 1888 zou afreizen naar Arles en zijn intrek in het gele huis zou nemen. Als gevolg van hun onderlinge botsende karakters kregen Van Gogh en Gauguin al snel ruzie. Een ruzie die ervoor zorgde dat Van Gogh een mentale inzinking kreeg waarbij hij een stukje van zijn oor zou afsnijden. Gauguin verliet op 23 december 1888 Arles, de plannen rondom het 'Atelier van het Zuiden' waren daarmee ten einde. 